# Pedro Guerrero
Pour les articles homonymes, voir Guerrero (homonymie).
Pedro Guerrero (né le 29 juin 1956 à San Pedro de Macorís, République dominicaine) est un ancien joueur des Ligues majeures de baseball qui a joué de 1978 à 1992 pour les Dodgers de Los Angeles et les Cardinals de Saint-Louis.
Cet ancien voltigeur et joueur de premier et troisième but a participé à 5 match des étoiles et remporté le Bâton d'argent pour ses qualités offensives. Il a maintenu une moyenne au bâton de ,300 en 1 536 parties jouées et a reçu le titre de joueur par excellence de la Série mondiale 1981.

## Carrière
Pedro Guerrero signe son premier contrat professionnel avec les Indians de Cleveland en 1973. En avril 1974, il est échangé aux Dodgers de Los Angeles pour Bruce Ellingsen, un lanceur qui ne jouera que 16 parties dans les Ligues majeures.
Le 22 septembre 1978, Guerrero fait ses débuts dans les majeures avec les Dodgers. Après avoir joué sporadiquement dans les deux saisons suivantes, il devient un joueur régulier en 1981 et dispute 98 matchs au cours d'une saison écourtée par une grève des joueurs, frappe dans une moyenne de ,300 et obtient une première invitation au match des étoiles. Il frappe 7 coups sûrs et récolte 7 points produits en 6 parties de Série mondiale, remportée par les Dodgers sur les Yankees de New York. Guerrero est nommé joueur par excellence de la série finale, ex aequo avec ses coéquipiers Steve Yeager et Ron Cey.
En 1982, sa moyenne au bâton est de ,304 il frappe 32 coups de circuits et produit 100 points. Il remporte un Bâton d'argent et termine en 3e place du vote pour le joueur par excellence derrière Dale Murphy et Lonnie Smith.
En 1983, il frappe à nouveau 32 longues balles, produit 103 points et maintient une moyenne de ,298.
En 1984 et 1985, Guerrero présente des moyennes au bâton à nouveau supérieures à ,300 (,303 et ,320). En 1985, il frappe un sommet personnel de 33 circuits et domine la Ligue nationale avec une moyenne de puissance de ,577 et une moyenne de présence sur les buts de ,422. Il prend la deuxième place au chapitre de la moyenne au bâton.
Après une saison 1986 où il ne joue que 31 parties, il revient en force en 1987 en frappant pour ,338, encore une fois la seconde meilleure moyenne au bâton de la Nationale. On lui décerne la récompense pour le plus beau retour de l'année (Comeback Player of the Year Award).
Les Dodgers l'échangent le 16 août 1988 aux Cardinals de Saint-Louis contre les services du lanceur John Tudor.
La saison suivante, en 1989, Guerrero connaît l'une de ses meilleures campagnes en carrière : il frappe pour ,311, établit une nouvelle marque personnelle de 117 points produits et domine la Ligue nationale avec 42 doubles.
Pedro Guerrero prend sa retraite après la saison 1992. Sa moyenne au bâton en carrière est de ,300. En 1 536 parties jouées, il a frappé 1 618 coups sûrs, dont 267 doubles et 215 coups de circuits. Il a marqué 730 points et en a produit 898.

## Honneurs et exploits
- Choisi 5 fois pour le match des étoiles (1981, 1983, 1985, 1987, 1989).
- Gagnant du Bâton d'argent en 1982.
- Gagnant de la Série mondiale en 1981 avec Los Angeles.
- Élu joueur par excellence de la Série mondiale 1981 (avec Steve Yeager et Ron Cey).
- A mené la Ligue nationale pour la moyenne de puissance (,577) en 1985.
- A mené la Ligue nationale pour la moyenne de présence sur les buts (,422) en 1985.
- A mené la Ligue nationale pour les doubles (42) en 1989.

## Vie personnelle
En 2000, Pedro Guerrero a été acquitté d'accusations d'avoir conspiré pour acheter une grande quantité de cocaïne. Son avocat a plaidé que le quotient intellectuel de l'ancien joueur était trop peu élevé pour qu'il ait pu acquiescer à une transaction de drogue.